# 1469. pr. Kr.
◄ | 16. stoljeće pr. Kr. | 15. stoljeće pr. Kr. | 14. stoljeće pr. Kr. | ►
◄ | 1490-ih pr. Kr. | 1480-ih pr. Kr. | 1470-ih pr. Kr. | 1460-ih pr. Kr. | 1450-ih pr. Kr. | 1440-ih pr. Kr. | 1430-ih pr. Kr. | ►
◄◄ | ◄ | 1472. pr. Kr. | 1471. pr. Kr. | 1470. pr. Kr. | 1469 pr. Kr. | 1468. pr. Kr. | 1467. pr. Kr. | 1466. pr. Kr. | ► | ►►

## Događaji
- Bitka kod Megida, najstarija zabilježena bitka za koju povijest zna

## Vanjske poveznice
|  | Zajednički poslužitelj ima još gradiva o temi 1469. pr. Kr. |